# Halobacteroides
Halobacteroides è un genere di batterio appartenente alla famiglia delle Halobacteroidaceae.